# Plouguiel
Plouguiel (en bretó Priel) és un municipi francès, situat a la regió de Bretanya, al departament de Costes del Nord. L'any 1999 tenia 1.858 habitants.

## Demografia
| 1962                                       | 1968  | 1975  | 1982  | 1990  | 1999  |
| ------------------------------------------ | ----- | ----- | ----- | ----- | ----- |
| 1.928                                      | 2.017 | 2.058 | 2.022 | 2.056 | 1.858 |
| Des de 1962: població sense dobles comptes |       |       |       |       |       |

## Administració
| Període   | Identitat       | Partit |
| --------- | --------------- | ------ |
| 1995-2008 | Michel Bataille |        |
| 2008-     | Rolande Clochet |        |

## Personatges il·Lustres
- Jarl Priel, escriptor en bretó